# Llewellyn Herbert
Llewellyn Herbert (Bethal, 21 luglio 1977) è un ex ostacolista sudafricano, specializzato nei 400 metri ostacoli, disciplina in cui è stato medaglia di bronzo olimpica ed argento mondiale.

## Carriera
Herbert, a lungo rivale di Fabrizio Mori, dal quale veniva spesso battuto, negli anni 1990, si caratterizzava dal vezzo di voltare le spalle allo starter prima di ogni gara.

## Palmarès
| Anno | Manifestazione      | Sede        | Evento   | Risultato | Tempo |
| ---- | ------------------- | ----------- | -------- | --------- | ----- |
| 1997 | Campionati mondiali | Atene       | 400 m hs | Argento   | 47"86 |
| 1997 | Universiadi         | Catania     | 400 m hs | Oro       | 48"89 |
| 2000 | Giochi olimpici     | Sydney      | 400 m hs | Bronzo    | 47"81 |
| 2002 | Campionati africani | Radès       | 400 m hs | Oro       | 49"76 |
| 2004 | Campionati africani | Brazzaville | 400 m hs | Oro       | 48"90 |